# Ammotrechella setulosa
Espèce
Ammotrechella setulosa est une espèce de solifuges de la famille des Ammotrechidae.

## Distribution
Cette espèce est endémique du Texas aux États-Unis,. Elle se rencontre dans le comté de Maverick.

## Description
La femelle holotype mesure 20,0 mm.

## Publication originale
- Muma, 1951 : The Arachnid order Solpugida in the United States. Bulletin of the American Museum of Natural History, no 97, p. 31-141 (texte intégral).